# Mike Murphy (prezenter)
Mike Murphy (ur. 20 października 1941 w Dublinie) – irlandzki dziennikarz, konferansjer oraz prezenter telewizyjny.
Mike Murphy jest prezenterem telewizyjnym irlandzkiego kanału RTÉ One, w którym prowadził szereg programów rozrywkowych i teleturniejów, w tym popularny na terenie Irlandii teleturniej Winning Streak, program Murphy's America czy swój autorski talk-show The Live Mike.
W latach 1972–1977, 1979 oraz 1988 był głównym komentatorem finałowych koncertów Konkursu Piosenki Eurowizji na terenie Irlandii.
W 2011 roku został gospodarzem programu The Big Interview with Mike Murphy, do którego zaprasza znane irlandzkie osobistości.